# Carl Johan Holzhausen
Carl Johan Holzhausen, född 21 februari 1900 i Göteborg, död 10 mars 1999 i Alingsås, var en svensk författare och sångtextförfattare.
Han skrev bland annat ett antal böcker om Drömhunden, vilka även översattes till danska.